# Land Rover
Land Rover este un constructor de mașini cu sediul în Gaydon, Regatul Unit care este specializat în vehicule cu tracțiune pe patru roți. Este deținută de compania indiană Tata Motors făcând parte din filiala sa Jaguar Land Rover. Ca vechime este al doilea constructor de mașini cu tracțiune pe patru roți din lume (după Jeep).
Land Rover a apărut inițial ca un singur vehicul specific, inițial cunoscut ca Land Rover, lansat de Compania Rover în 1948 și s-a dezvoltat într-un brand care cuprinde o gamă de modele cu tracțiune integrală, inclusiv Defender, Discovery, Freelander și Range Rover. Land Rover sunt asamblate în Halewood, UK și Solihull, UK, cu cercetarea și dezvoltare având loc în principal în Gaydon. Land Rover a vândut 194.000 de vehicule în întreaga lume în 2009.
Land Rover a avut un număr de proprietari de-a lungul istoriei sale. În 1967 a devenit parte a Leyland Motor Corporation, iar în 1968 Leyland Motor Corporation a fuzionat ea însăși cu British Motor Holdings pentru a forma British Leyland. În anii '80 British Leyland a fost divizată, iar în 1988 Grupul Rover, inclusiv Land Rover, a fost achiziționat de către British Aerospace. În 1994 Grupul Rover a fost cumpărat de BMW. În 2000 Grupul Rover a fost divizat de către BMW, iar Land Rover a fost vândut la Ford Motor Company, devenind parte a Premier Automotive Group. În iunie 2008 Ford a vândut atât Land Rover cât și Jaguar Cars la Tata Motors.